# 高階師尚
高階 師尚（たかしな の もろなお）は、平安時代前期の貴族。下野守・高階茂範の子。官位は従四位上・右中将。

## 経歴
『伊勢物語』の解釈を典拠として、在原業平と斎宮・恬子内親王の密通によって生まれ、その事実を隠蔽するため、伊勢権守兼神祇伯であった高階峯緒が師尚を引き取り、その息子茂範の養子としたとの風説が古くからあり、後世の各種系図上にも実父は在原業平である旨の記載がある。しかしながら、あくまでも伝承の域を出ず、詳細は不明である。

## 系譜
- 父：高階茂範
- 母：藤原棟行の娘
- 妻：橘澄清の娘[3]
  - 男子：高階良臣（898-980）